# Cratere Polenova
Polenova  è un cratere sulla superficie di Venere. Deve il proprio nome ad Elena Dmitrievna Polenova (in russo Елена Дмитриевна Поленова?), artista russa di stile Liberty del XIX secolo.